# Campeonato NORCECA de Voleibol Feminino de 2023
O Campeonato NORCECA de Voleibol Feminino de 2023 foi a 28.ª edição deste torneio organizado bienalmente pela NORCECA em parceria com a Volleyball Canada (VC). O torneio ocorreu de 29 de agosto a 3 de setembro, na cidade de Quebec, Canadá.
A seleção da República Dominicana conquistou seu quarto título ao vencer os Estados Unidos por 3 sets a 2 na partida final. O terceiro lugar ficou com as anfritriãs após vitória por 3 sets a 1 contra a seleção de Cuba.
A líbero dominicana Brenda Castillo foi eleita a melhor jogadora do torneio, além de ser premiada na sua função e no fundamento de defesa.

## Equipes participantes
O torneio contou com a participação de 7 equipes.
| Grupo                | Equipe     | Última participação |
| A                    |            |                     |
| -------------------- | ---------- | ------------------- |
| A                    | Canadá     | 2021                |
| A                    | México     | 2021                |
| A                    | Porto Rico | 2021                |
| B                    |            |                     |
| Costa Rica           | 2021       |                     |
| Cuba                 | 2019       |                     |
| Estados Unidos       | 2021       |                     |
| República Dominicana | 2021       |                     |

## Local das partidas
| Quebec, Canadá    |
| PEPS              |
| ----------------- |
|                   |
| Capacidade: 3 092 |

## Formato da disputa
O torneio foi dividido em duas fases: fase classificatória e fase final.
Na fase preliminar, as sete equipes participantes foram distribuídas em dois grupos, disputada em turno único, com todas as equipes se enfrentando dentro de seu grupo. Ao término desta fase, as melhores equipes de cada grupo avançaram para as semifinais, enquanto os segundos e terceiros colocados avançaram para as quartas de final.

### Critérios de desempate
1. Maior número de partidas ganhas.
2. Maior número de pontos obtidos, que são concedidos da seguinte forma:
  - Partida com resultado final 3–0: 5 pontos para o vencedor e 0 pontos para o perdedor.
  - Partida com resultado final 3–1: 4 pontos para o vencedor e 1 pontos para o perdedor.
  - Partida com resultado final 3–2: 3 pontos para o vencedor e 2 pontos para o perdedor.
3. Proporção entre pontos ganhos e pontos perdidos (razão de pontos).
4. Proporção entre os sets ganhos e os sets perdidos (razão de sets).
5. Se o empate persistir entre duas equipes, a prioridade é dada à equipe que venceu a última partida entre as equipes envolvidas.
6. Se o empate persistir entre três equipes ou mais, uma nova classificação será feita levando-se em conta apenas as partidas entre as equipes envolvidas.

## Fase classificatória
- Todas as partidas seguem o horário local (UTC−05:00).

|  | Classificado para as semifinais       |
|  | Classificado para as quartas de final |
|  | Disputa do 6º lugar                   |

### Grupo A
|     |            |     | Jogos | Jogos | Jogos | Resultados | Resultados | Resultados | Resultados | Resultados | Resultados | Sets | Sets | Sets  | Pontos | Pontos | Pontos |
| Pos | Equipe     | Pts | T     | V     | D     | 3–0        | 3–1        | 3–2        | 2–3        | 1–3        | 0–3        | V    | P    | R     | V      | P      | R      |
| --- | ---------- | --- | ----- | ----- | ----- | ---------- | ---------- | ---------- | ---------- | ---------- | ---------- | ---- | ---- | ----- | ------ | ------ | ------ |
| 1   | Canadá     | 10  | 2     | 2     | 0     | 2          | 0          | 0          | 0          | 0          | 0          | 6    | 0    | MAX   | 150    | 112    | 1.339  |
| 2   | Porto Rico | 3   | 2     | 1     | 1     | 0          | 0          | 1          | 0          | 0          | 1          | 3    | 5    | 0.600 | 152    | 184    | 0.826  |
| 3   | México     | 2   | 2     | 0     | 2     | 0          | 0          | 0          | 1          | 0          | 1          | 2    | 6    | 0.333 | 167    | 173    | 0.965  |

| Data   | Hora  |            | Placar |        | Set 1 | Set 2 | Set 3 | Set 4 | Set 5 | Total  | Relatório |
| ------ | ----- | ---------- | ------ | ------ | ----- | ----- | ----- | ----- | ----- | ------ | --------- |
| 29 ago | 19:30 | Canadá     | 3–0    | México | 25–20 | 25–18 | 25–20 |       |       | 75–58  | P2 P3     |
| 30 ago | 19:30 | Porto Rico | 0–3    | Canadá | 18–25 | 13–25 | 23–25 |       |       | 54–75  | P2 P3     |
| 31 ago | 17:00 | Porto Rico | 3–2    | México | 27–25 | 17–25 | 14–25 | 25–23 | 15–11 | 98–109 | P2 P3     |

### Grupo B
|     |                      |     | Jogos | Jogos | Jogos | Resultados | Resultados | Resultados | Resultados | Resultados | Resultados | Sets | Sets | Sets  | Pontos | Pontos | Pontos |
| Pos | Equipe               | Pts | T     | V     | D     | 3–0        | 3–1        | 3–2        | 2–3        | 1–3        | 0–3        | V    | P    | R     | V      | P      | R      |
| --- | -------------------- | --- | ----- | ----- | ----- | ---------- | ---------- | ---------- | ---------- | ---------- | ---------- | ---- | ---- | ----- | ------ | ------ | ------ |
| 1   | Estados Unidos       | 15  | 3     | 3     | 0     | 3          | 0          | 0          | 0          | 0          | 0          | 9    | 0    | MAX   | 225    | 120    | 1.875  |
| 2   | República Dominicana | 10  | 3     | 2     | 1     | 2          | 0          | 0          | 0          | 0          | 1          | 6    | 3    | 2.000 | 210    | 156    | 1.346  |
| 3   | Cuba                 | 5   | 3     | 1     | 2     | 1          | 0          | 0          | 0          | 0          | 2          | 3    | 6    | 0.500 | 161    | 188    | 0.856  |
| 4   | Costa Rica           | 0   | 3     | 0     | 3     | 0          | 0          | 0          | 0          | 0          | 3          | 0    | 9    | 0.000 | 93     | 225    | 0.413  |

| Data   | Hora  |                      | Placar |                      | Set 1 | Set 2 | Set 3 | Set 4 | Set 5 | Total | Relatório |
| ------ | ----- | -------------------- | ------ | -------------------- | ----- | ----- | ----- | ----- | ----- | ----- | --------- |
| 29 ago | 13:30 | Estados Unidos       | 3–0    | Costa Rica           | 25–3  | 25–13 | 25–5  |       |       | 75–21 | P2 P3     |
| 29 ago | 17:00 | República Dominicana | 3–0    | Cuba                 | 25–14 | 25–17 | 25–16 |       |       | 75–47 | P2 P3     |
| 30 ago | 13:00 | Cuba                 | 0–3    | Estados Unidos       | 8–25  | 17–25 | 14–25 |       |       | 39–75 | P2 P3     |
| 30 ago | 17:30 | Costa Rica           | 0–3    | República Dominicana | 13–25 | 11–25 | 10–25 |       |       | 34–75 | P2 P3     |
| 31 ago | 13:30 | Cuba                 | 3–0    | Costa Rica           | 25–18 | 25–11 | 25–9  |       |       | 75–38 | P2 P3     |
| 31 ago | 19:30 | Estados Unidos       | 3–0    | República Dominicana | 25–22 | 25–22 | 25–16 |       |       | 75–60 | P2 P3     |

## Fase final

### Chaveamento final
|  | Quartas de final     | Quartas de final |                      |   | Semifinais | Semifinais     |                |  | Final | Final |
|  |                      |                  |                      |   |            |                |                |  |       |       |
|  | 1 de setembro        |                  |                      |   |            |                |                |  |       |       |
|  |                      |                  |                      |   |            |                |                |  |       |       |
|  | República Dominicana | 3                |                      |   |            |                |                |  |       |       |
|  | República Dominicana | 3                | 2 de setembro        |   |            |                |                |  |       |       |
|  | México               | 0                |                      |   |            |                |                |  |       |       |
|  | México               | 0                | Canadá               | 2 |            |                |                |  |       |       |
|  |                      |                  | Canadá               | 2 |            |                |                |  |       |       |
|  |                      |                  | República Dominicana | 3 |            |                |                |  |       |       |
|  |                      |                  | República Dominicana | 3 |            |                |                |  |       |       |
|  |                      |                  | 3 de setembro        |   |            |                |                |  |       |       |
|  |                      |                  |                      |   |            |                |                |  |       |       |
|  | República Dominicana | 3                |                      |   |            |                |                |  |       |       |
|  | República Dominicana | 3                | 1 de setembro        |   |            |                |                |  |       |       |
|  |                      | Estados Unidos   | 2                    |   |            |                |                |  |       |       |
|  | Porto Rico           | Estados Unidos   | 2                    | 0 |            |                |                |  |       |       |
|  | Porto Rico           | 2 de setembro    |                      | 0 |            |                |                |  |       |       |
|  | Cuba                 | 3                |                      |   |            |                |                |  |       |       |
|  | Cuba                 | 3                | Estados Unidos       | 3 |            |                |                |  |       |       |
|  |                      |                  | Estados Unidos       | 3 |            |                |                |  |       |       |
|  |                      |                  | Cuba                 | 0 |            | Terceiro lugar | Terceiro lugar |  |       |       |
|  |                      |                  | Cuba                 | 0 |            | Terceiro lugar | Terceiro lugar |  |       |       |
|  |                      |                  | 3 de setembro        |   |            |                |                |  |       |       |
|  |                      |                  |                      |   |            |                |                |  |       |       |
|  | Canadá               | 3                |                      |   |            |                |                |  |       |       |
|  | Canadá               | 3                |                      |   |            |                |                |  |       |       |
|  | Cuba                 | 1                |                      |   |            |                |                |  |       |       |
|  | Cuba                 | 1                |                      |   |            |                |                |  |       |       |

#### Quartas de final
| Data  | Hora  |                      | Placar |        | Set 1 | Set 2 | Set 3 | Set 4 | Set 5 | Total | Relatório |
| ----- | ----- | -------------------- | ------ | ------ | ----- | ----- | ----- | ----- | ----- | ----- | --------- |
| 1 set | 17:00 | República Dominicana | 3–0    | México | 25–17 | 25–10 | 25–12 |       |       | 75–39 | P2 P3     |
| 1 set | 19:30 | Porto Rico           | 0–3    | Cuba   | 21–25 | 23–25 | 22–25 |       |       | 66–75 | P2 P3     |

#### Semifinais
| Data  | Hora  |                | Placar |                      | Set 1 | Set 2 | Set 3 | Set 4 | Set 5 | Total  | Relatório |
| ----- | ----- | -------------- | ------ | -------------------- | ----- | ----- | ----- | ----- | ----- | ------ | --------- |
| 2 set | 17:00 | Estados Unidos | 3–0    | Cuba                 | 25–12 | 25–11 | 25–16 |       |       | 75–39  | P2 P3     |
| 2 set | 19:30 | Canadá         | 1–3    | República Dominicana | 25–27 | 22–25 | 25–23 | 20–25 |       | 92–100 | P2 P3     |

#### Terceiro lugar
| Data  | Hora  |      | Placar |        | Set 1 | Set 2 | Set 3 | Set 4 | Set 5 | Total | Relatório |
| ----- | ----- | ---- | ------ | ------ | ----- | ----- | ----- | ----- | ----- | ----- | --------- |
| 3 set | 15:00 | Cuba | 1–3    | Canadá | 21–25 | 17–25 | 25–17 | 16–25 |       | 79–92 | P2 P3     |

#### Final
| Data  | Hora  |                | Placar |                      | Set 1 | Set 2 | Set 3 | Set 4 | Set 5 | Total  | Relatório |
| ----- | ----- | -------------- | ------ | -------------------- | ----- | ----- | ----- | ----- | ----- | ------ | --------- |
| 3 set | 17:30 | Estados Unidos | 2–3    | República Dominicana | 25–12 | 21–25 | 25–19 | 19–25 | 13–15 | 103–96 | P2 P3     |

### 5º – 7º lugar

#### Quinto lugar
| Data  | Hora  |        | Placar |            | Set 1 | Set 2 | Set 3 | Set 4 | Set 5 | Total | Relatório |
| ----- | ----- | ------ | ------ | ---------- | ----- | ----- | ----- | ----- | ----- | ----- | --------- |
| 2 set | 13:30 | México | 3–0    | Porto Rico | 25–22 | 32–30 | 25–22 |       |       | 82–74 | P2 P3     |

#### Sexto lugar
| Data  | Hora  |            | Placar |            | Set 1 | Set 2 | Set 3 | Set 4 | Set 5 | Total | Relatório |
| ----- | ----- | ---------- | ------ | ---------- | ----- | ----- | ----- | ----- | ----- | ----- | --------- |
| 3 set | 11:30 | Porto Rico | 3–0    | Costa Rica | 25–13 | 25–7  | 25–9  |       |       | 75–29 | P2 P3     |

## Classificação final
| Pos            | Equipe               |
| -------------- | -------------------- |
| Campeão        | República Dominicana |
| Vice-campeão   | Estados Unidos       |
| Terceiro lugar | Canadá               |
| 4              | Cuba                 |
| 5              | México               |
| 6              | Porto Rico           |
| 7              | Costa Rica           |

|  | Classificado para o Campeonato Mundial de 2025 |

## Premiações
| Campeonato NORCECA de 2023               |
| República Dominicana                     |
| ---------------------------------------- |
| República Dominicana Campeã (4.º título) |

### Individuais
As atletas que integraram a seleção do campeonato foram:
| MVP (Most Valuable Player) | Brenda Castillo | República Dominicana |
| Oposta                     | Jordan Thompson | Estados Unidos       |
| 1ª ponteira                | Kiera Van Ryk   | Canadá               |
| 2ª ponteira                | Alexa Gray      | Canadá               |
| 1ª central                 | Neira Ortiz     | Porto Rico           |
| 2ª central                 | Emily Maglio    | Canadá               |
| Levantadora                | Brie King       | Canadá               |
| Líbero                     | Brenda Castillo | República Dominicana |

As jogadoras que se destacaram por fundamento:
| Maior pontuadora | Paola Santiago       | Porto Rico           |
| Melhor sacadora  | Lisvel Elisa Eve     | República Dominicana |
| Melhor defensora | Brenda Castillo      | República Dominicana |
| Melhor receptora | Justine Wong-Orantes | Estados Unidos       |